# Jeremiah Wilson
Jeremiah Wilson (Chicago, 19 aprile 1988) è un ex cestista statunitense naturalizzato portoghese.

## Carriera
Nella Serie A italiana ha vestito i colori della Pallacanestro Cantù nel 2019-2020 (in un campionato interrotto per via della pandemia di COVID-19) e della Pallacanestro Brescia l'anno seguente.
In Serie A2 invece ha giocato con Andrea Costa Imola nel 2017-2018, N.P.C. Rieti per i play-out della stagione 2020-2021 e San Giobbe Chiusi. Con quest'ultimo club si è affermato come miglior rimbalzista del girone rosso della Serie A2 2021-2022 con 10,0 rimbalzi di media a partita.